# Koźmin Wielkopolski
Koźmin Wielkopolski (česky Kožmín, německy Koschmin) je polské město v okrese Krotoszyn ve Velkopolském vojvodstvím. Dle sčítání lidu v roce 2010 zde žilo 6 678 obyvatel.
Město je sídlem městsko-vesnické gminy Koźmin Wielkopolski, která má 13 739 obyvatel. Do 1. ledna 1997, oficiální jméno města bylo „Koźmin“, k názvu poté přibyl přívlastek „Wielkopolski“.

## Dějiny
V místě dnešního města existovala již ve 12. století středověká polská osada. Nejstarší písemná zmínka o Koźmině pochází z roku 1232, byla to vesnice vlastněná řádem templářů. 
Mezi roky 1251 a 1283 byla městu udělena městská práva. V roce 1338 král Kazimír III. Velký město daroval Matěji Borkovicovi, který zde vybudoval dodnes stojící hrad. Dnes v něm sídlí škola a okresní muzeum. 

## Galerie

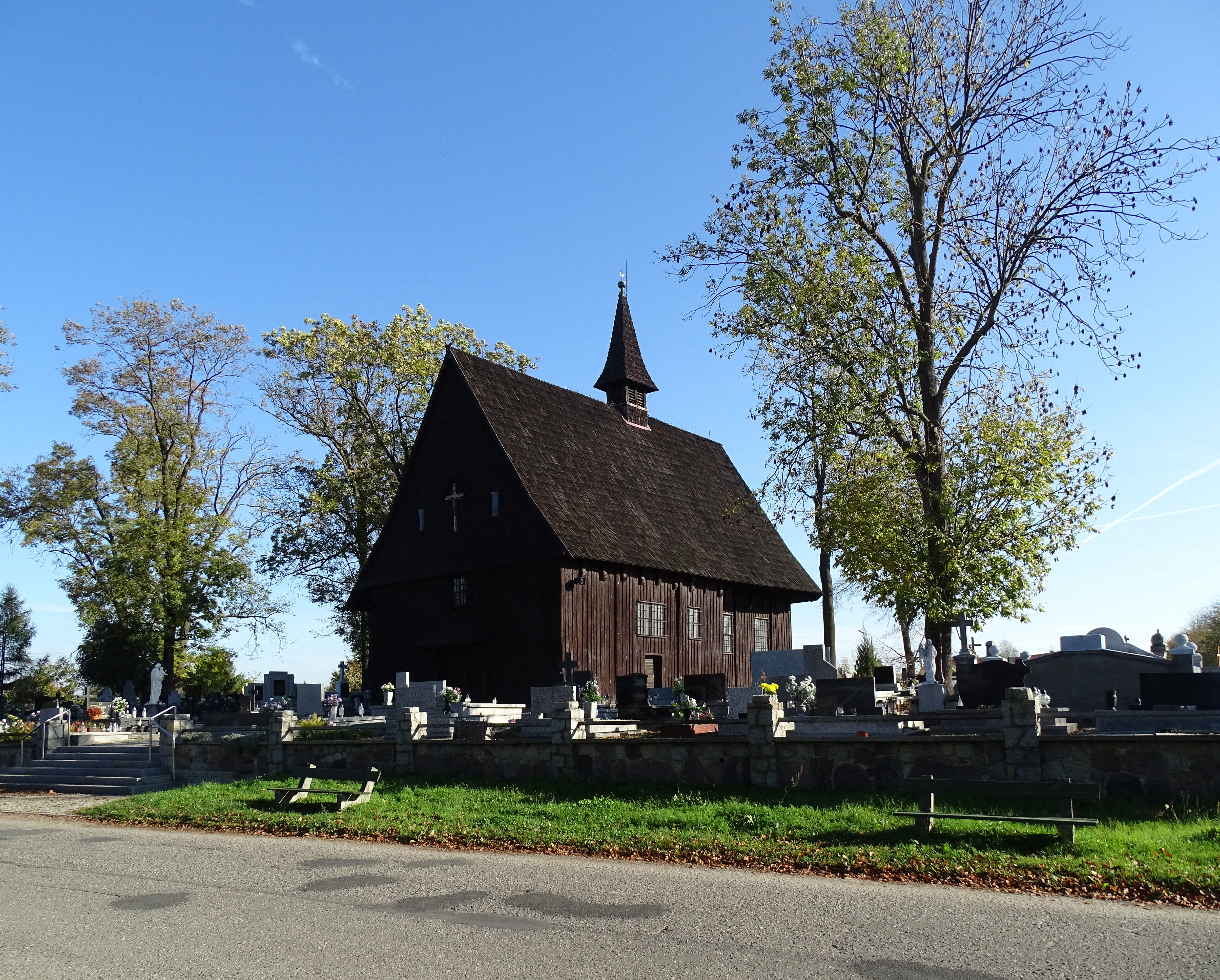
Kostel svatého kříže
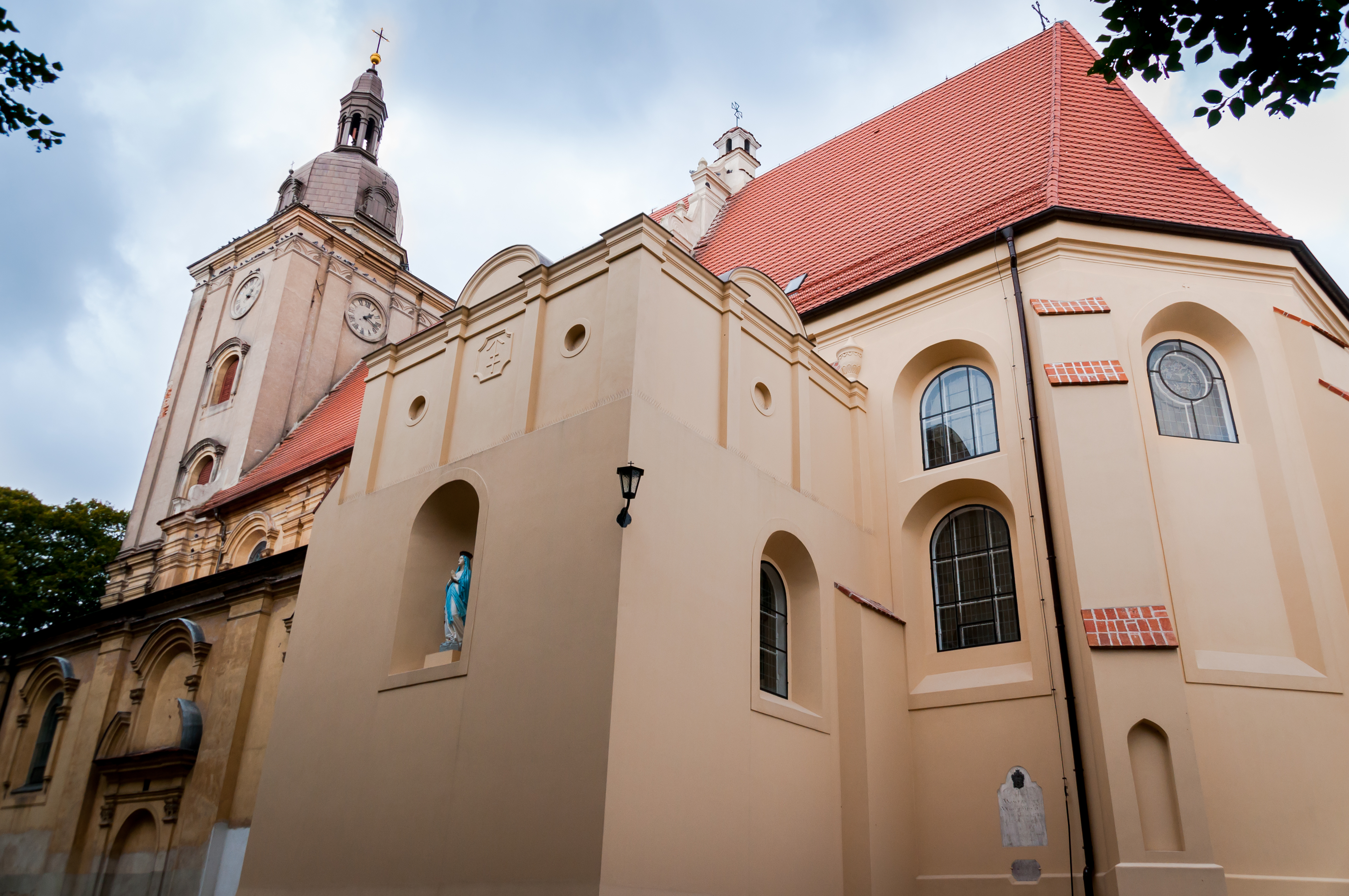
Kostel svatého Vavřince
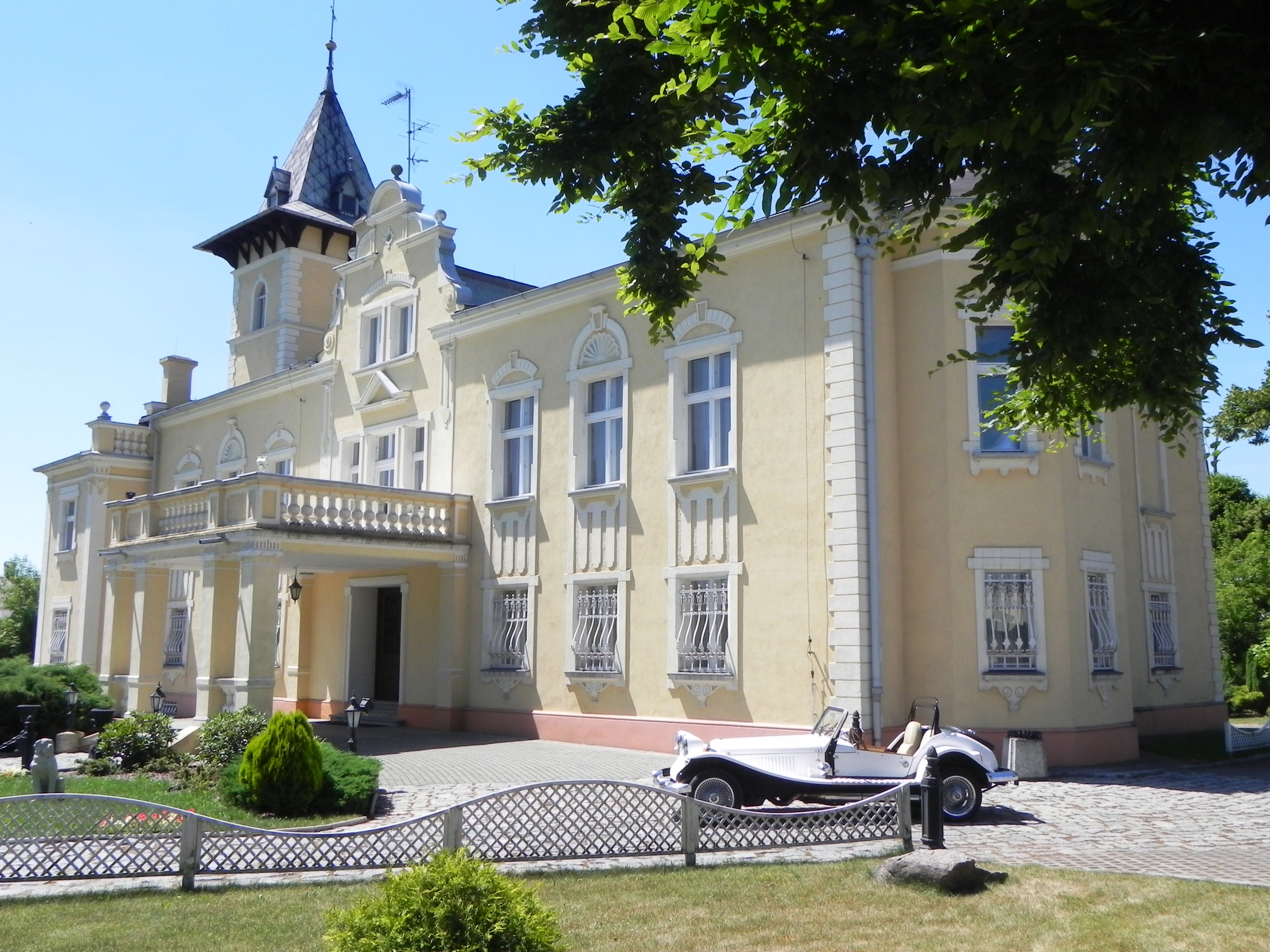
Palác
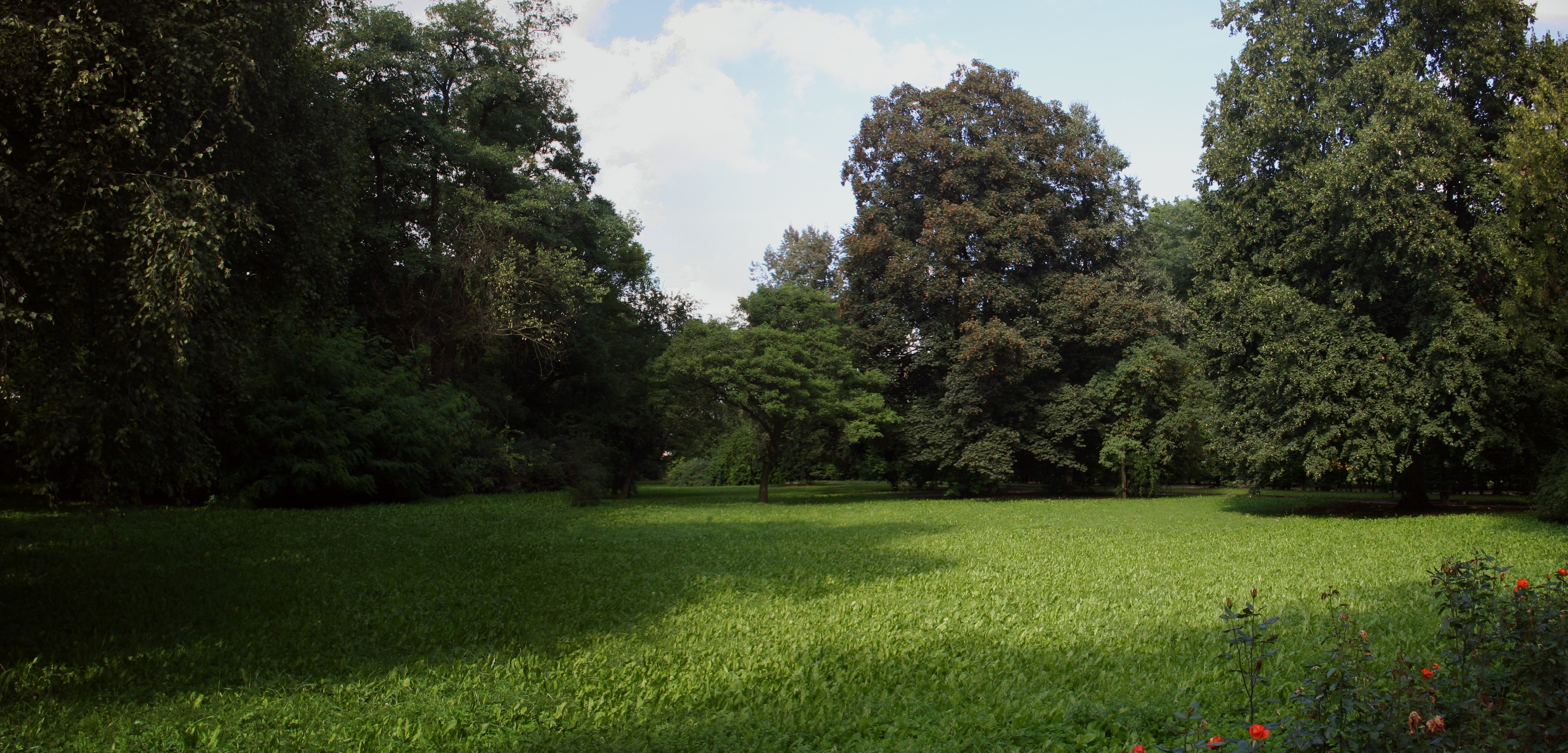
Městský park
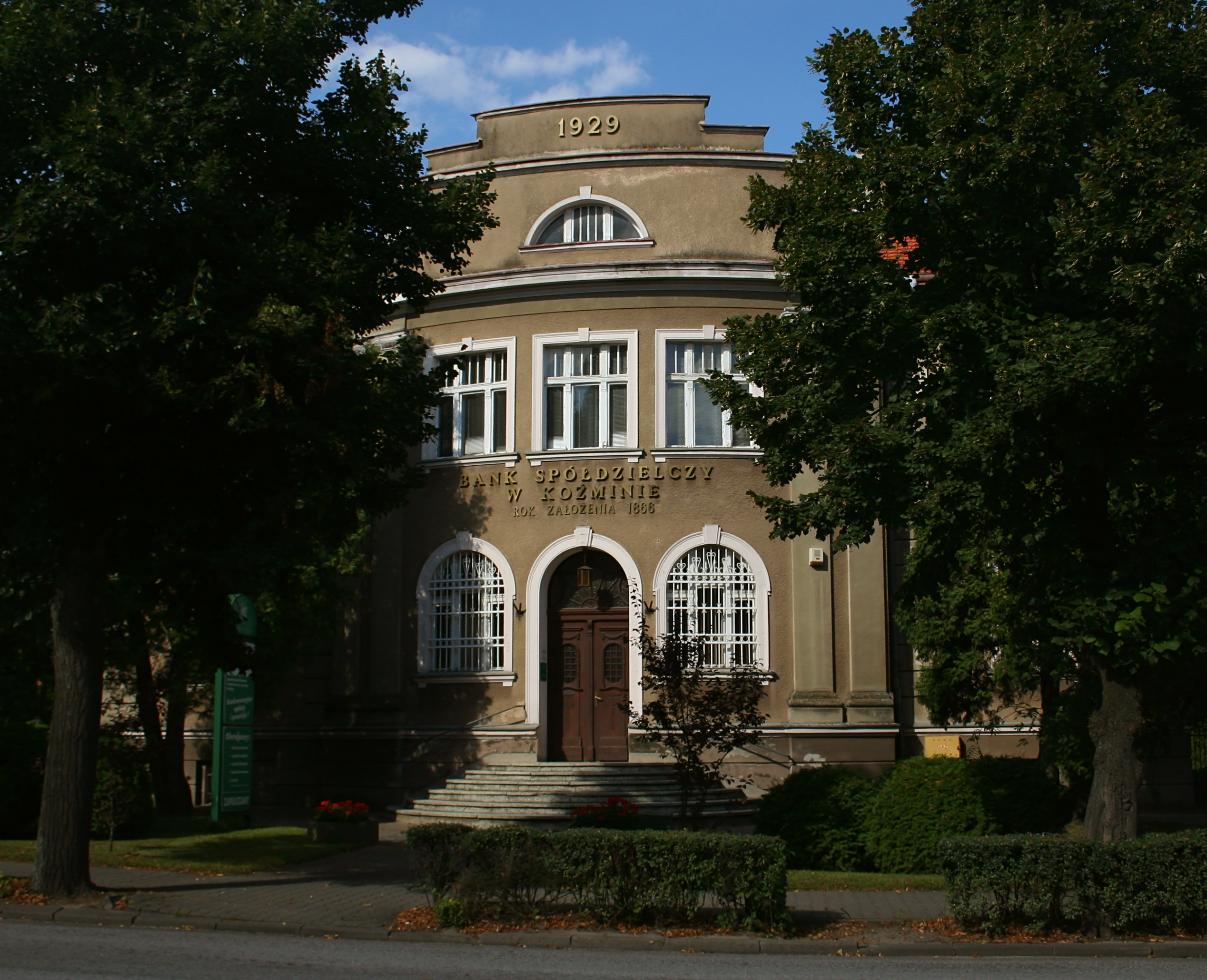
Historická budova banky
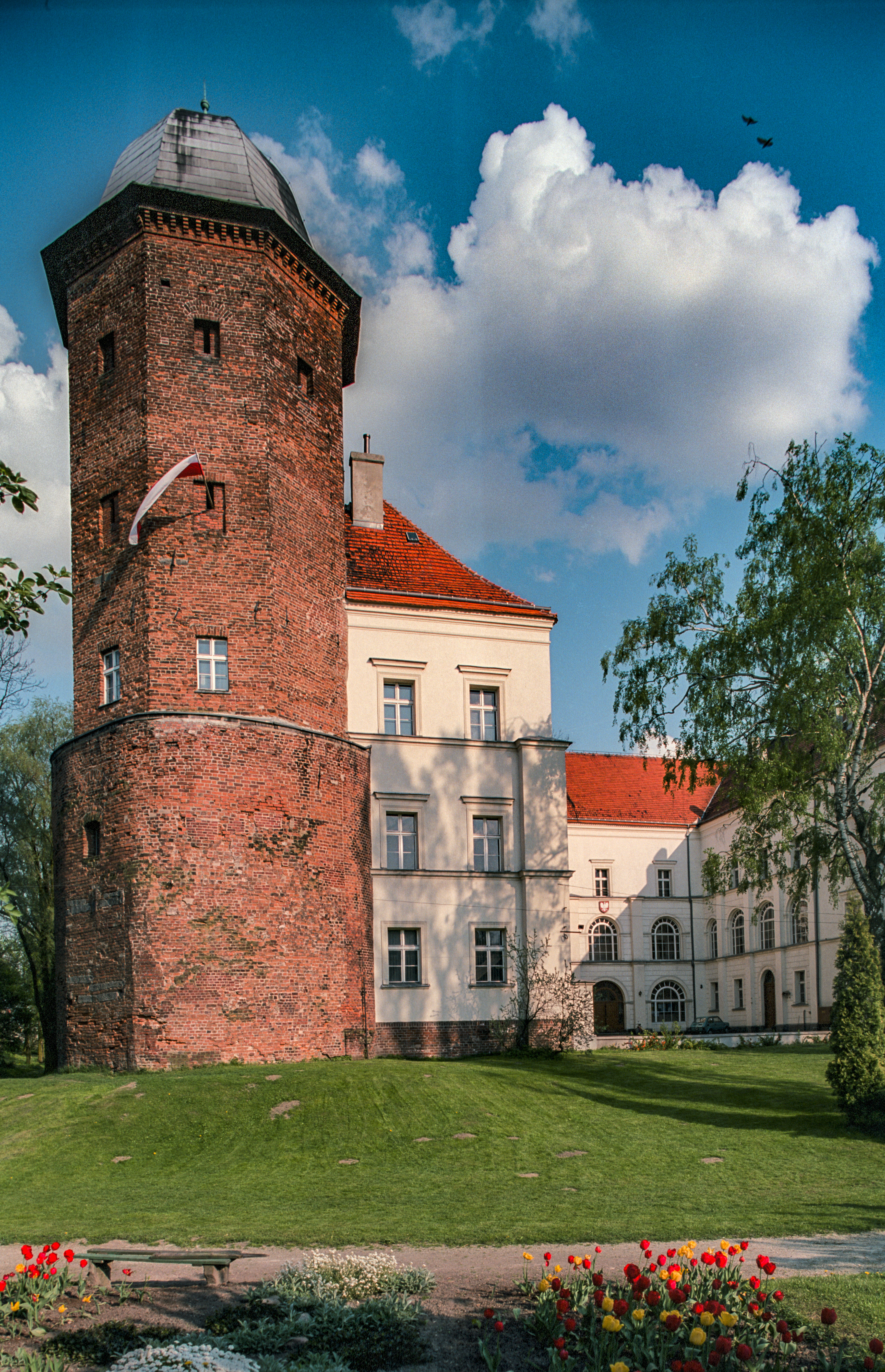
Hrad Koźmin Wielkopolski, nyní muzeum